# Derthona Foot Ball Club 1972-1973
Questa voce raccoglie le informazioni riguardanti il Derthona Foot Ball Club nelle competizioni ufficiali della stagione 1972-1973.

## Stagione
Nella stagione 1972-73 il Derthona ha disputato il girone A del campionato di Serie C, con 33 punti in classifica ha ottenuto il sedicesimo posto, il torneo è stato vinto dal Parma e dall'Udinese con 52 punti, si è reso necessario uno spareggio che ha promosso (2-0) gli emiliani, sono retrocessi in Serie D Rovereto, Cossatese e Verbania.

## Rosa
| N. |                   | Ruolo | Calciatore           |
| -- | ----------------- | ----- | -------------------- |
|    | Italia (bandiera) | C     | Ezio Beltrame        |
|    | Italia (bandiera) | A     | Ivan Bolis           |
|    | Italia (bandiera) | C     | Giacomo Bonacina     |
|    | Italia (bandiera) | C     | Antonio Cipelli      |
|    | Italia (bandiera) | D     | Giancarlo Consolandi |
|    | Italia (bandiera) | P     | Umberto Domenghini   |
|    | Italia (bandiera) | A     | Alvaro Facoetti      |
|    | Italia (bandiera) | D     | Piero Gastaldi       |
|    | Italia (bandiera) | D     | Federico Ghidoni     |

| N. |                   | Ruolo | Calciatore         |
| -- | ----------------- | ----- | ------------------ |
|    | Italia (bandiera) | D     | Marino Ghilardi    |
|    | Italia (bandiera) | D     | Mauro Muratori     |
|    | Italia (bandiera) | C     | Bruno Nordio       |
|    | Italia (bandiera) | A     | Franco Oldoni      |
|    | Italia (bandiera) | A     | Giovanni Pedroni   |
|    | Italia (bandiera) | A     | Pasquale Scarselli |
|    | Italia (bandiera) | D     | Leopoldo Solbiati  |
|    | Italia (bandiera) | A     | Michele Solbiati   |
|    | Italia (bandiera) | D     | Francesco Torchio  |